# Herochroma flavitincta
Herochroma flavitincta är en fjärilsart som beskrevs av W. Warren 1897. Herochroma flavitincta ingår i släktet Herochroma och familjen mätare. Inga underarter finns listade i Catalogue of Life.